# تيد هورن
تيد هورن (بالإنجليزية: Ted Horn) هو سائق سيارة سباق أمريكي، ولد في 27 فبراير 1910 في سينسيناتي في الولايات المتحدة، وتوفي في 10 أكتوبر 1948 في إلينوي في الولايات المتحدة.